# 范锺 (宋朝)
范锺（？—1249年），字仲和，婺州兰溪縣（今浙江省兰溪縣）人，南宋大臣。
嘉定二年（1209年），范钟中进士。历任调武学博士、太平州（治今安徽当涂）通判、徽州（今安徽黄山市）知州、刑部郎官、尚右郎官兼崇政殿说书。他对宋理宗说：“宋仁宗以忧勤致治，宋徽宗余患至今日。”宋理宗命他为吏部郎中兼说书，后任秘书少监、国子司业兼国史编修、实录检讨。嘉熙三年（1239年），任端明殿学士、签书枢密院事。嘉熙四年（1240年），任参知政事。淳祐四年（1244年），知枢密院事。淳祐五年（1245年），拜左丞相兼枢密使，封东阳郡公。数次请求归田里，淳祐六年（1246年）宋理宗应许。加观文殿大学士、醴泉观使兼侍读，他坚辞不受，来保持晚节。淳祐九年（1249年）范钟卒，赠少师，朝廷赐谥“文肃”。范钟著有《礼记解》，为相守法，重名器，清德雅量与杜范、李宗勉齐名。